# Bolinas
Bolinas és una concentració de població designada pel cens amb l'estatut d'àrea no incorporada dels Estats Units a l'estat de Califòrnia. Segons el cens del 2010 tenia 1.620 habitants, un creixement de 30% en deu anys.

## Demografia
Segons el cens del 2000, Bolinas tenia 1.246 habitants, 486 habitatges, i 260 famílies. La densitat de població era de 348,6 habitants per km².
Dels 486 habitatges en un 27,4% hi vivien nens de menys de 18 anys, en un 39,9% hi vivien parelles casades, en un 10,5% dones solteres, i en un 46,3% no eren unitats familiars. En el 32,1% dels habitatges hi vivien persones soles el 4,5% de les quals corresponia a persones de 65 anys o més que vivien soles. El nombre mitjà de persones vivint en cada habitatge era de 2,29 i el nombre mitjà de persones que vivien en cada família era de 2,87.
Per edats la població es repartia de la següent manera: un 21% tenia menys de 18 anys, un 4,7% entre 18 i 24, un 26% entre 25 i 44, un 40,3% de 45 a 60 i un 8% 65 anys o més.
L'edat mitjana era de 44 anys. Per cada 100 dones de 18 o més anys hi havia 102,1 homes.
La renda mitjana per habitatge era de 53.188 $ i la renda mitjana per família de 56.111 $. Els homes tenien una renda mitjana de 48.281 $ mentre que les dones 40.417 $. La renda per capita de la població era de 28.973 $. Entorn del 5,5% de les famílies i el 10,2% de la població estaven per davall del llindar de pobresa.

## Poblacions properes
El següent diagrama mostra les poblacions més properes.

## Llocs d'interès
- El museu de Belles Arts
- La llacuna de Bolinas